# St. Cyriakus (Klein-Welzheim)

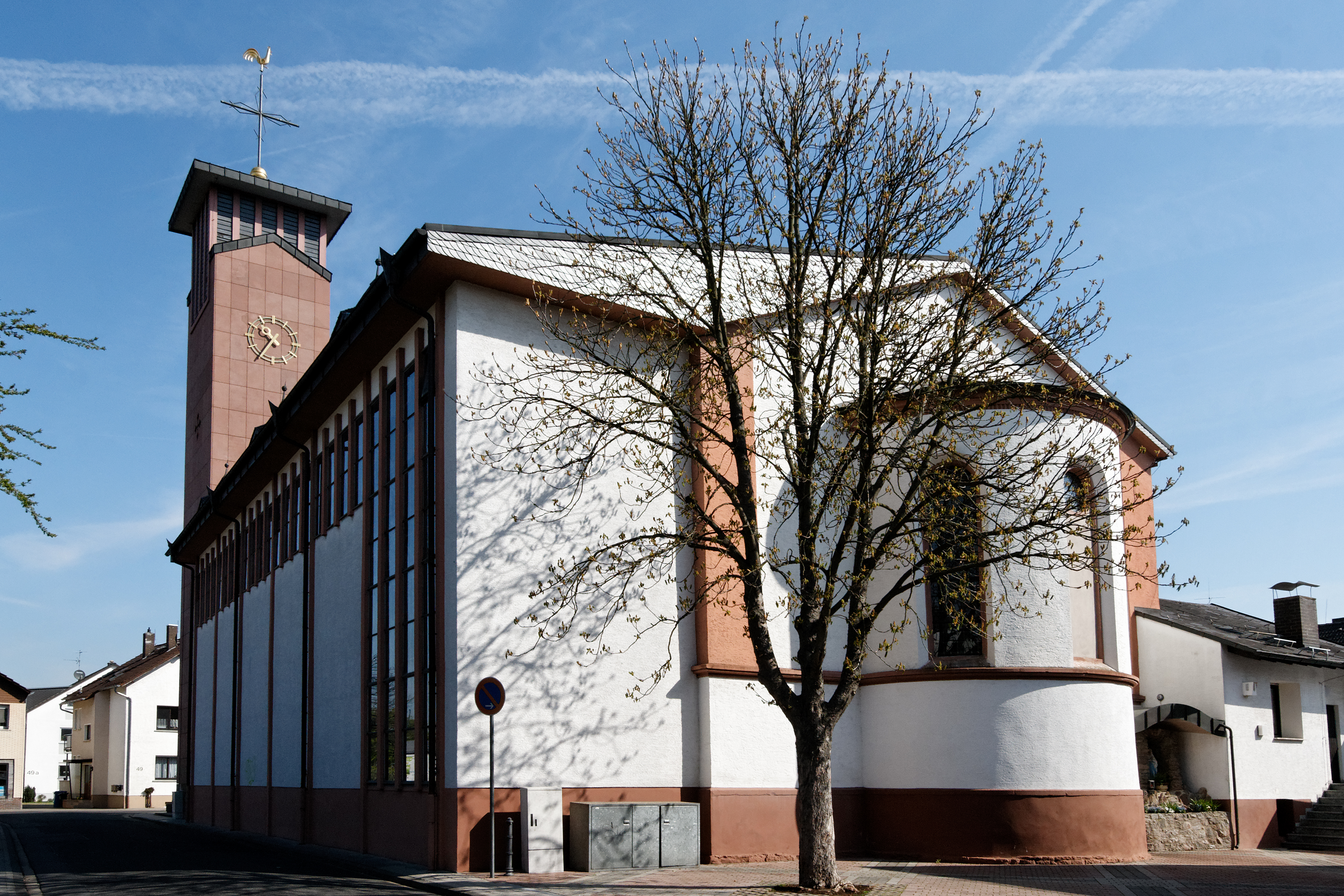
Die katholische Pfarrkirche St. Cyriakus; Südansicht der Kirche mit bauchförmigem Chor

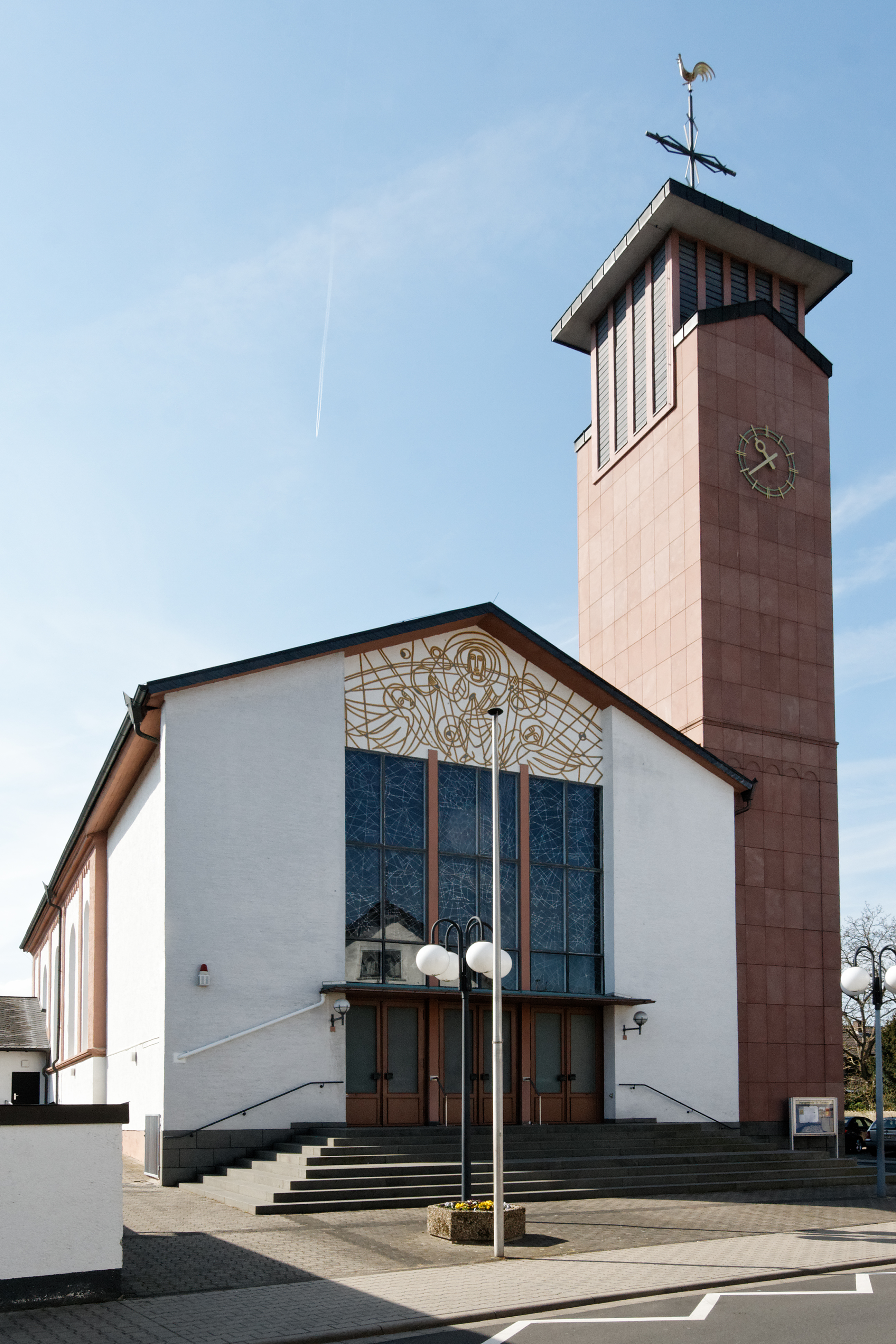
St. Cyriakus; Nordansicht mit Eingangsportal

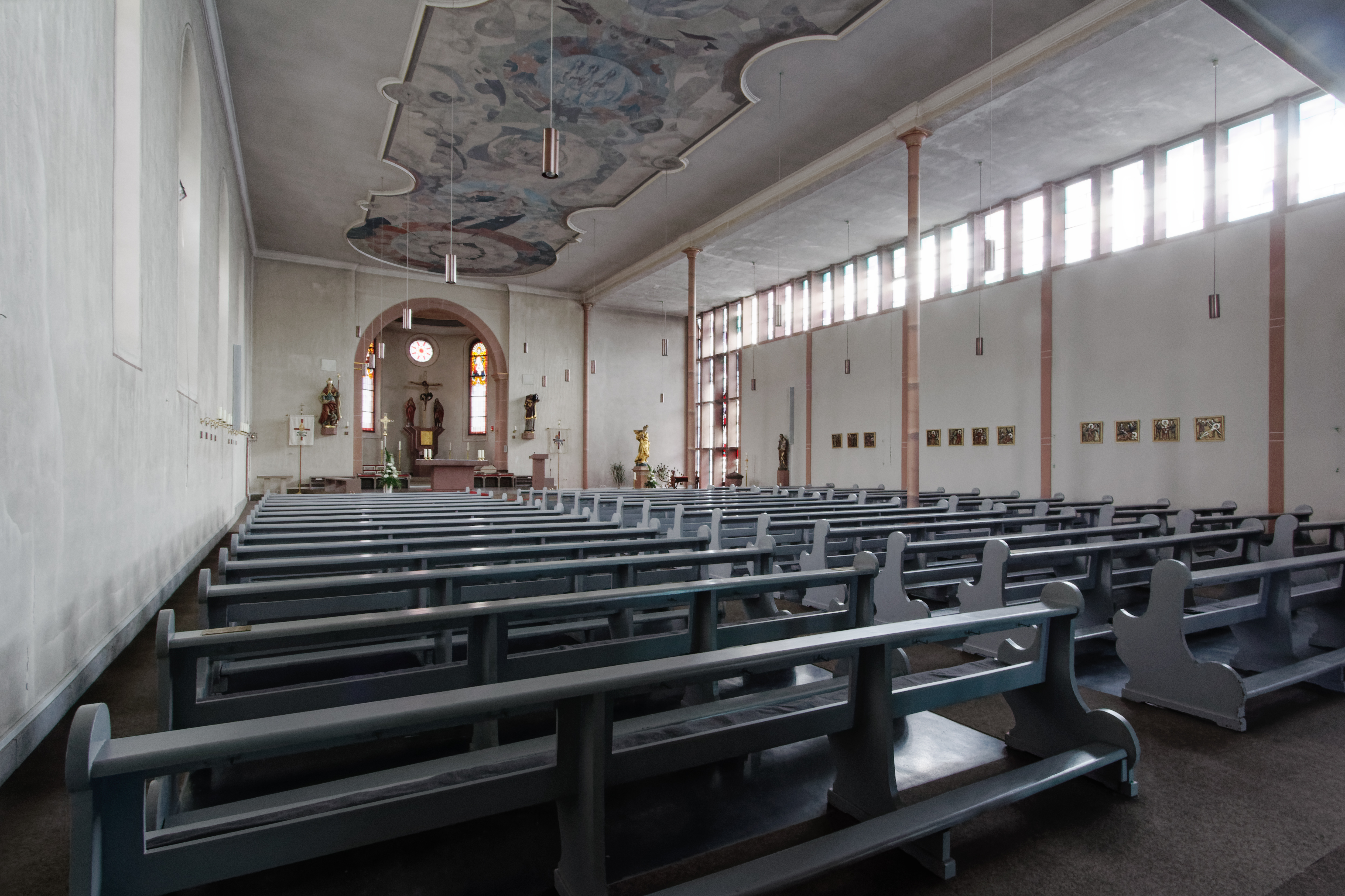
Auch die Innenansicht entspricht dem Stil der Moderne

Die römisch-katholische Pfarrkirche St. Cyriakus ist ein Kirchengebäude im Seligenstädter Stadtteil Klein-Welzheim in Südhessen. Die Pfarrgemeinde gehört zum Pastoralraum Mainbogen der Region Mainlinie im Bistum Mainz. Die in den 1950er-Jahren im Stil der Moderne umgestaltete Kirche steht unter dem Patrozinium des heiligen Cyriakus.

## Geschichte
Das erste Kirchengebäude in Klein-Welzheim war ein kleiner Kapellenbau, der um 1740 in der Nähe des Klein-Welzheimer Backhauses errichtet wurde. Er war (wie auch die heutige Kirche) dem heiligen Cyriakus geweiht.
Von 1842 bis 1843 wurde mit dem Bau der heutigen Kirche St. Cyriakus ein geräumigeres Kirchengebäude für die Klein-Welzheimer Gemeinde errichtet. Infolgedessen konnten Gottesdienste nun sonntags regelmäßig in Klein-Welzheim gefeiert werden. Zuvor hatte sich die Klein-Welzheimer Bevölkerung zum Besuch des Sonntagsgottesdienstes stets ins benachbarte Seligenstadt begeben müssen, da Klein-Welzheim als Filialgemeinde der Mutterkirche in Seligenstadt unterstand.
1926 wurden Klein-Welzheim Pfarrrechte verliehen, sodass St. Cyriakus zur Pfarrkirche der eigenständigen Pfarrei Klein-Welzheim erhoben wurde.
1940 wurde die Kirche nach einer umfassenden Restaurierung von Bischof Albert Stohr neu konsekriert.
Nach Ende des Zweiten Weltkriegs wurde St. Cyriakus von 1955 bis 1956 im Stil der Moderne erweitert und damit einhergehend der alte Gebäudeteil dem modernen Stil angeglichen.
Weitere bedeutende Veränderungen am Gebäude wurden in den 1970er-Jahren mit der Schaffung eines modernen Deckengemäldes und 1994 mit der Wiederfreilegung der historischen Kirchenfenster sowie der Erneuerung der Kirchturmfassade vorgenommen.

## Geläut
Das heutige Geläut der Kirche setzt sich aus den im Folgenden aufgeführten Glocken zusammen:
| Name der Glocke          | Namensgebender Patron                           | Glockenart          | Gewicht | Glockengießerei          | Gussjahr | Tonlage |
| ------------------------ | ----------------------------------------------- | ------------------- | ------- | ------------------------ | -------- | ------- |
| St. Peter                | Petrus = Patron der Weltkirche                  | Eisenhartgussglocke | 450 kg  | Weule und Ulrich, Apolda | 1920     | h′      |
| St. Martin               | Martin = Patron des Bistums Mainz               | Eisenhartgussglocke | 260 kg  | Weule und Ulrich, Apolda | 1920     | cis′    |
| St. Marcellinus & Petrus | Marcellinus & Petrus = Patrone von Seligenstadt | Eisenhartgussglocke | 200 kg  | Weule und Ulrich, Apolda | 1920     | e′′     |
| St. Cyriakus             | Cyriakus = Patron der Klein-Welzheimer Kirche   | Bronzeglocke        | 095 kg  | Bachert, Karlsruhe       | 1955     | fis′′   |